# Cumby
Cumby – miasto w Stanach Zjednoczonych, w stanie Teksas, w hrabstwie Hopkins.